# Théza
Théza en francés y oficialmente, Tesà en catalán,  es una localidad y comuna, situada en el departamento de los Pirineos Orientales, región de Occitania, comarca histórica del Rosellón en Francia. 
Sus habitantes reciben el gentilicio de thézanais en francés o tesanenc, tesanenca en catalán.

## Demografía
| 532 | 554 | 780 | 929 | 1 013 | 1 252 |
| Para los censos de 1962 a 1999 la población legal corresponde a la población sin duplicidades (Fuente: INSEE [Consultar]) |     |     |     |       |       |

## Lugares de interés
Inscripciones romanas en la fachada de la iglesia de Sant Pere.